# Rachinotus
Rachinotus är ett släkte av insekter. Rachinotus ingår i familjen hornstritar.
Kladogram enligt Catalogue of Life:
| Rachinotus | \| \| Rachinotus marshalli \| \| \| \| \| \| Rachinotus modestus \| \| \| \| |
|            | \| \| Rachinotus marshalli \| \| \| \| \| \| Rachinotus modestus \| \| \| \| |
|            | Rachinotus marshalli                                                         |
|            |                                                                              |
|            | Rachinotus modestus                                                          |
|            |                                                                              |